# 重庆三峡移民纪念馆
重庆三峡移民纪念馆（英語：Chongqing Three Gorges Immigration Memorial）又称为重庆市万州区博物馆，是位于重庆万州区的一座纪念馆。主要记录因修建长江三峡水利枢纽工程的沿线百万居民大移民历史。

## 历史
2016年10月26日建成开馆，2018年5月18日正式开馆。位于重庆万州区南滨路1561号，由中国建筑师崔愷设计，建筑面积15,062平方米，展厅面积7,000平方米，馆藏文物24,000件。2018年9月18日被评为国家二级博物馆，2018年11月7日被评为国家3A级旅游景区，2019年9月17日被授予全国爱国主义教育示范基地。

## 营业时间
- 周二至周日：上午九点至下午五点
- 周一闭馆